# Jim Guy Tucker
James Guy Tucker Jr. (Oklahoma City, Oklahoma; 13 de junio de 1943 - Little Rock, Arkansas; 13 de febrero de 2025) fue un abogado estadounidense y figura política de Arkansas. Miembro del Partido Demócrata, sucedió a Bill Clinton como el 43.° gobernador de Arkansas, y fue el 11.° vicegobernador de Arkansas,  fiscal general de Arkansas y representante de los Estados Unidos. 

## Biografía
Tucker estuvo casado con Betty Allen desde 1975. Tuvieron dos hijas, Anna y Sarah. Fue además padrastro de dos hijos que su esposa tuvo en su anterior matrimonio con el jugador de fútbol americano Lance Alworth.
Tucker renunció a la gobernación y fue reemplazado por Mike Huckabee el 16 de julio de 1996, después de su condena por fraude durante el asunto Whitewater, aunque la condena no estaba directamente relacionada con la investigación de los negocios inmobiliarios de Bill y Hillary Clinton.